# Fexhe-Slins
Fexhe-Slins is een dorp in de Belgische provincie Luik en een deelgemeente van de gemeente Juprelle. Het was een zelfstandige gemeente tot het bij de fusie van 1977 toegevoegd werd aan de gemeente Juprelle.

## Geschiedenis
Fexhe-Slins vormde samen met Slins steeds één enkele heerlijkheid maar bij het ontstaan van de gemeenten in 1795 werden de twee dorpen gescheiden en werden ze beiden een zelfstandige gemeente. Ze bleven nog één enkele parochie vormen tot in 1838 toen in Fexhe-Slins een parochie werd opgericht die werd toegewijd aan de heilige Remaclus.
In 1977 werd de gemeente opgeheven en bij Juprelle gevoegd.

## Demografische ontwikkeling
- Bronnen:NIS, Opm:1831 tot en met 1970=volkstellingen, 1976= inwoneraantal op 31 december

## Natuur en landschap
Fexhe-Slins ligt in Droog-Haspengouw ten oosten van Juprelle, op een hoogte van ongeveer 150 meter. De dorpskom ligt ten zuiden van de weg van Houtain-Saint-Siméon naar Juprelle en sluit aan op de dorpskom van Slins die ten noorden van deze weg ligt. De autosnelweg A13/E313 doorkruist het grondgebied van de deelgemeente. De spoorlijn van Hasselt naar Luik vormt de zuidgrens van de deelgemeente. Aan de spoorweg is er een station dat zowel de dorpen Liers als Fexhe-Slins bedient. Fexhe-Slins is een landbouwdorp dat zich stilaan ontwikkelt tot een woondorp. Landbouw is er vooral aanwezig in de vorm van akkerbouw.

## Bezienswaardigheden
- De Sint-Remacluskerk uit 1877. Het orgel werd in 1974 beschermd als monument.
- De Ferme de Tilice is een vierkantshoeve uit de eerste helft van de 18e eeuw, gebouwd in baksteen en natuursteen.

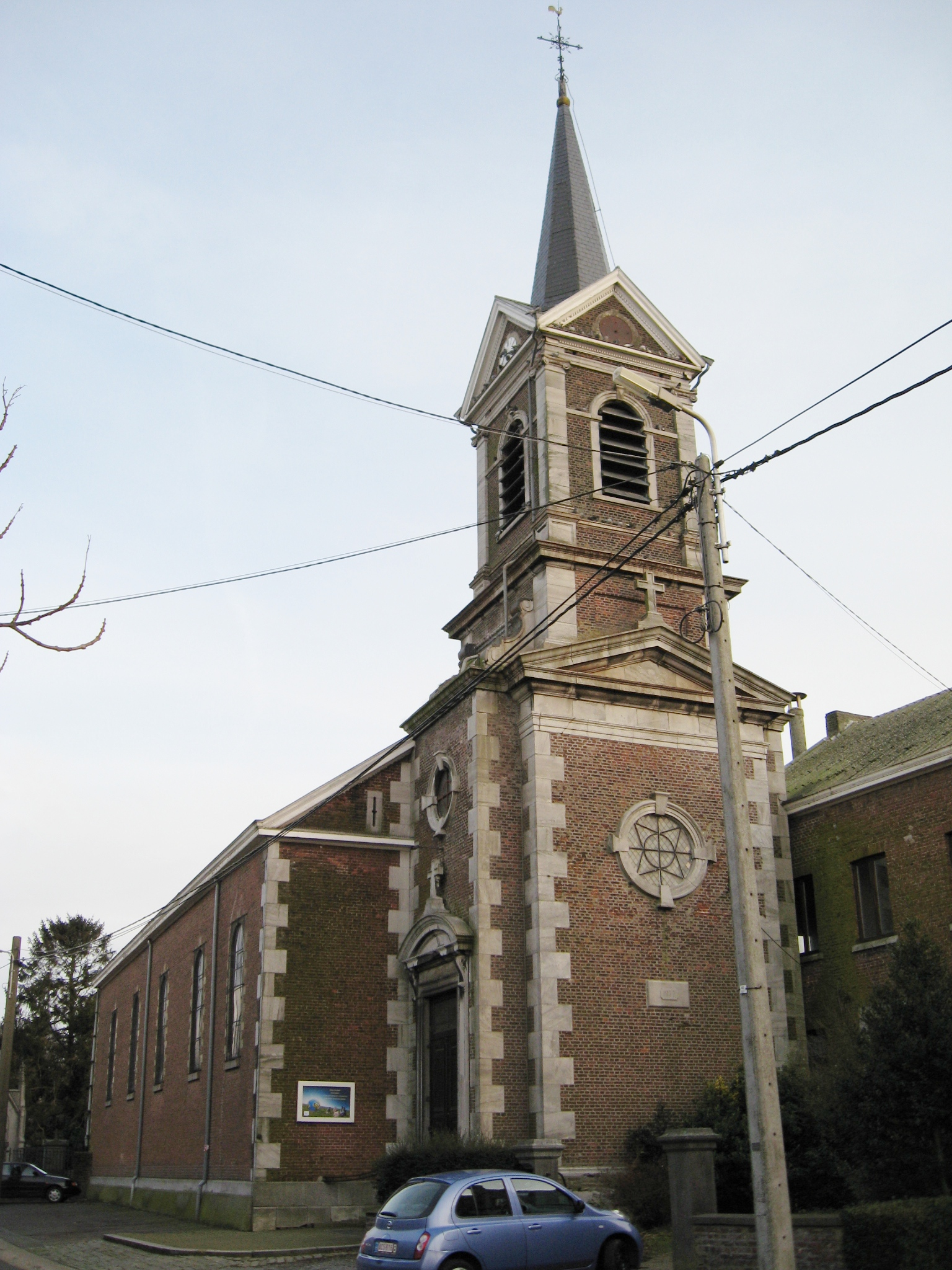
De Sint-Remacluskerk
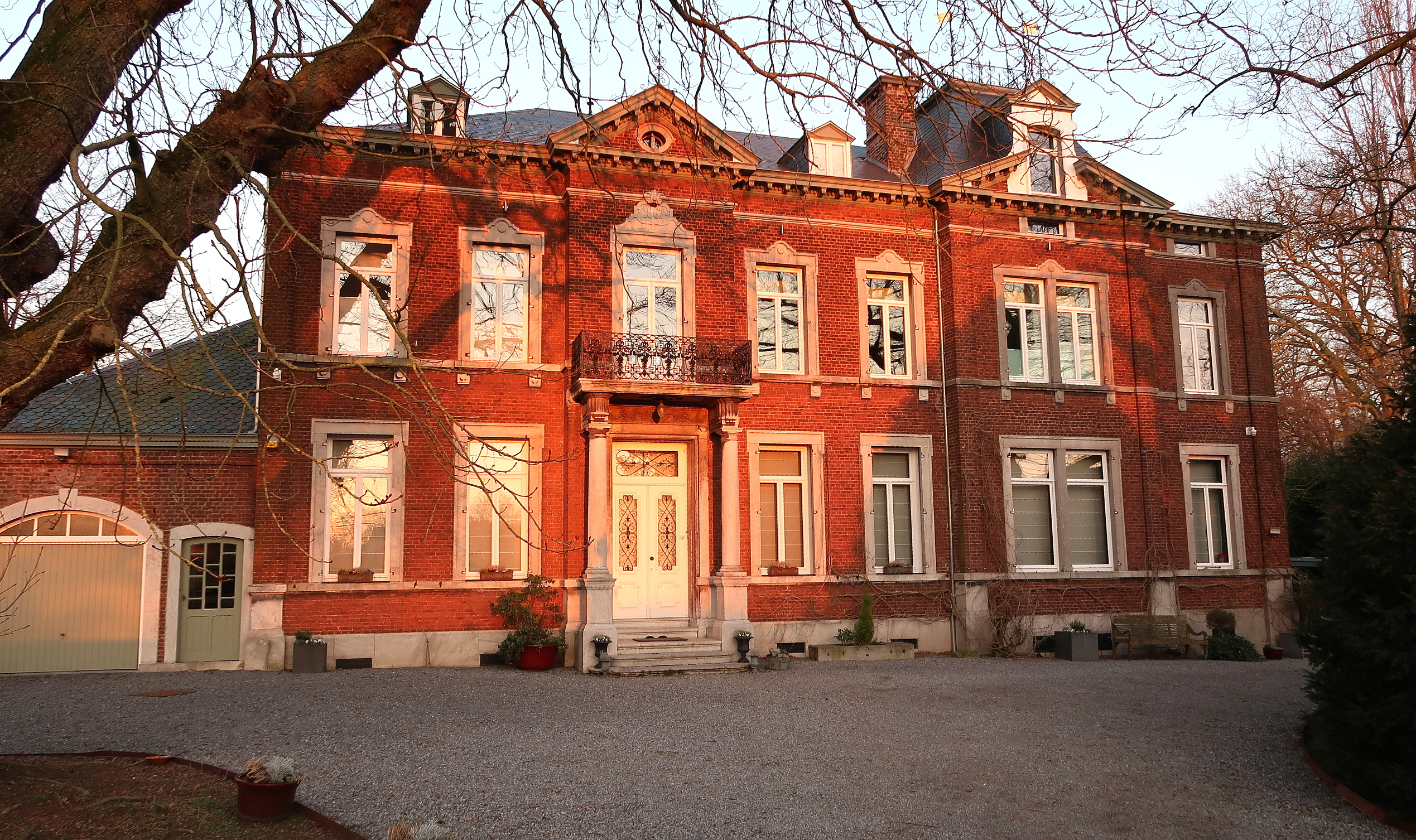
Kasteel Polet
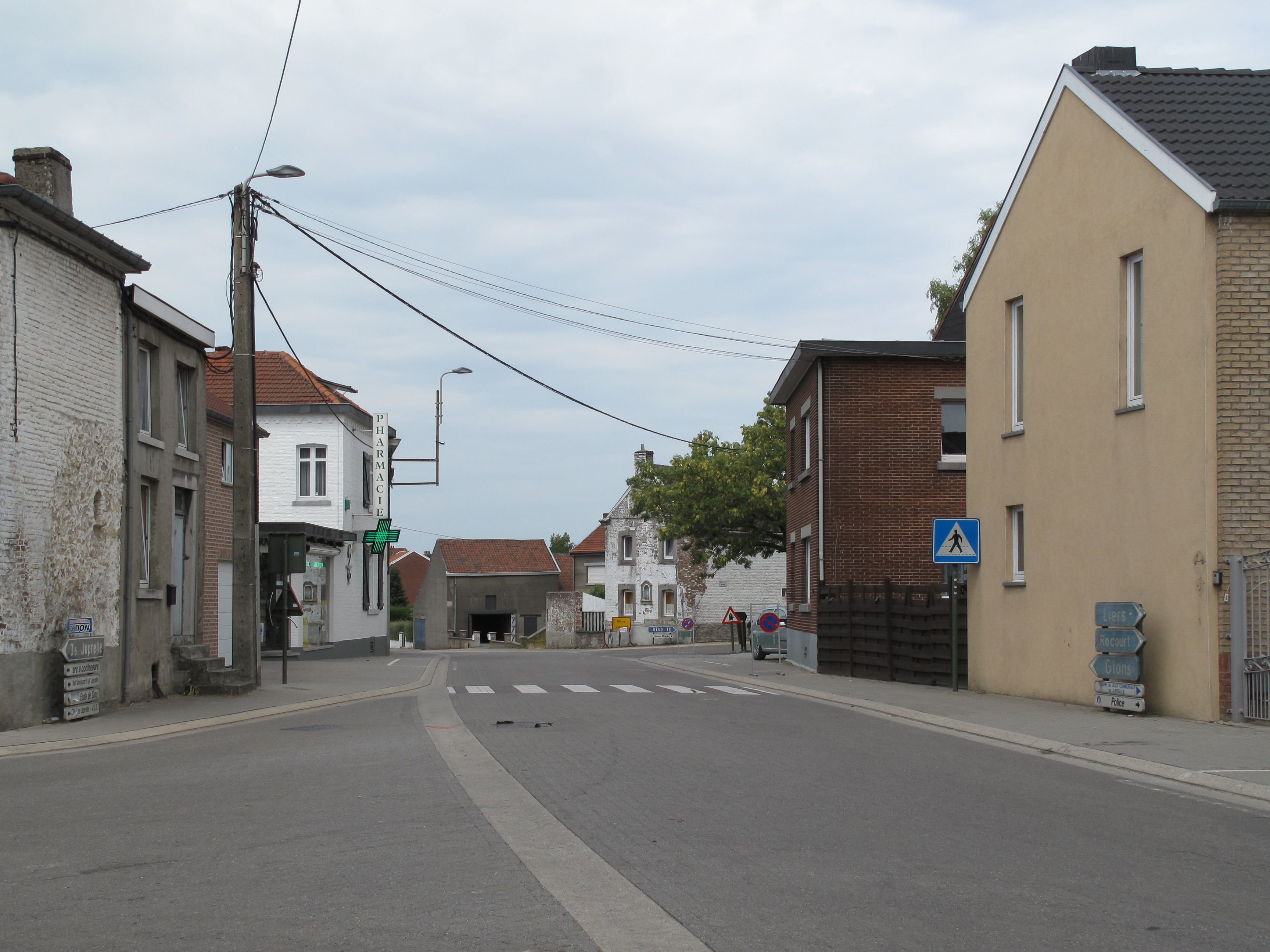
Straatzicht in Fexhe-Slins
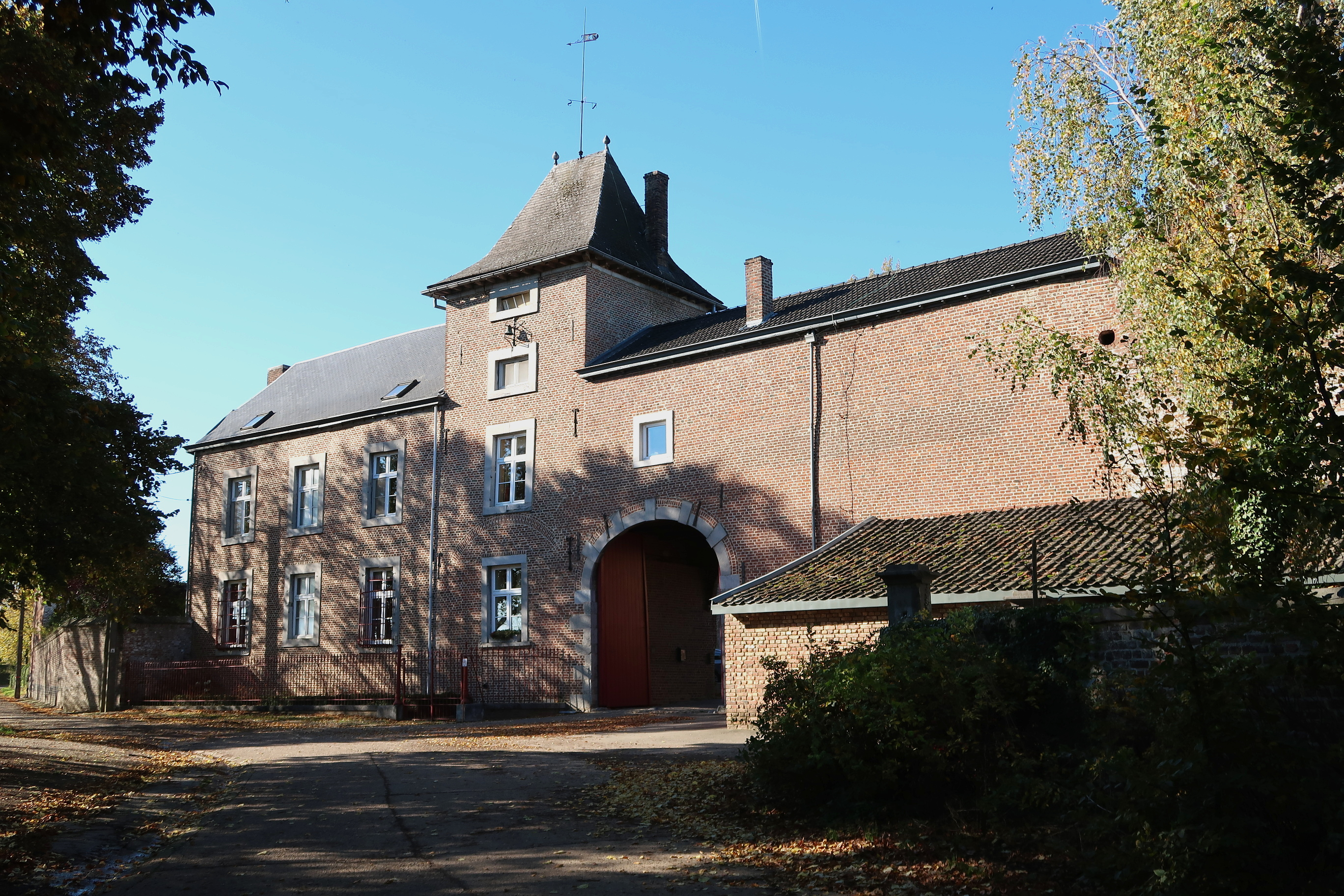
Ferme de Tilice

## Nabijgelegen kernen
Slins, Liers, Villers-Saint-Siméon, Hermée
Deelgemeenten: Fexhe-Slins · Juprelle · Lantin · Nudorp · Paifve · Slins · Villers-Saint-Siméon · Voroux-lez-Liers

Belgische gemeenten · arrondissement Luik · provincie Luik · Wallonië